# MFK Żytomierz
MFK Żytomierz (ukr. Муніципальний футбольний клуб «Житомир», Municypalnyj Futbolnyj Kłub "Żytomyr") – ukraiński klub piłkarski z siedzibą w Żytomierzu.

## Historia
Chronologia nazw:
- 2005—2006: MFK Żytomierz (ukr. МФК «Житомир»)

Klub piłkarski MFK Żytomierz został założony w 2005 na bazie drużyny amatorskiej Arsenał Żytomierz, po tym jak został rozwiązany klub Polissia Żytomierz.
Wiosną startował w rozgrywkach mistrzostw oraz Pucharu obwodu żytomierskiego, a latem zgłosił się do rozgrywek Drugiej Lihi, jednak po 21 kolejce z przyczyn finansowych zrezygnował z rozgrywek na szczeblu profesjonalnym. Klub pozbawiono statusu profesjonalnego i został rozwiązany. W połowie 2008 Hennadij Zabrodski wystąpił do miejskich władz z inicjatywą reaktywowania klubu, jednak pieniądze, które był w stanie wydzielić budżet miejski były niewystarczające, aby utrzymać klub w Drugiej Lidze.

## Sukcesy
- 14 miejsce w Drugiej Lidze, grupie A:

2005/06
- 1/64 finału Pucharu Ukrainy:

2005/06
- brązowy medalista mistrzostw obwodu żytomierskiego:

2004 (jako Arsenał)
- zdobywca Pucharu obwodu żytomierskiego:

2005

## Inne
- Polissia Żytomierz
- Żytyczi Żytomierz